# Lamprotatus canadensis
Lamprotatus canadensis är en stekelart som beskrevs av Girault 1917. Lamprotatus canadensis ingår i släktet Lamprotatus och familjen puppglanssteklar. Inga underarter finns listade i Catalogue of Life.